# グスタフ・ジークムント・カールノキ

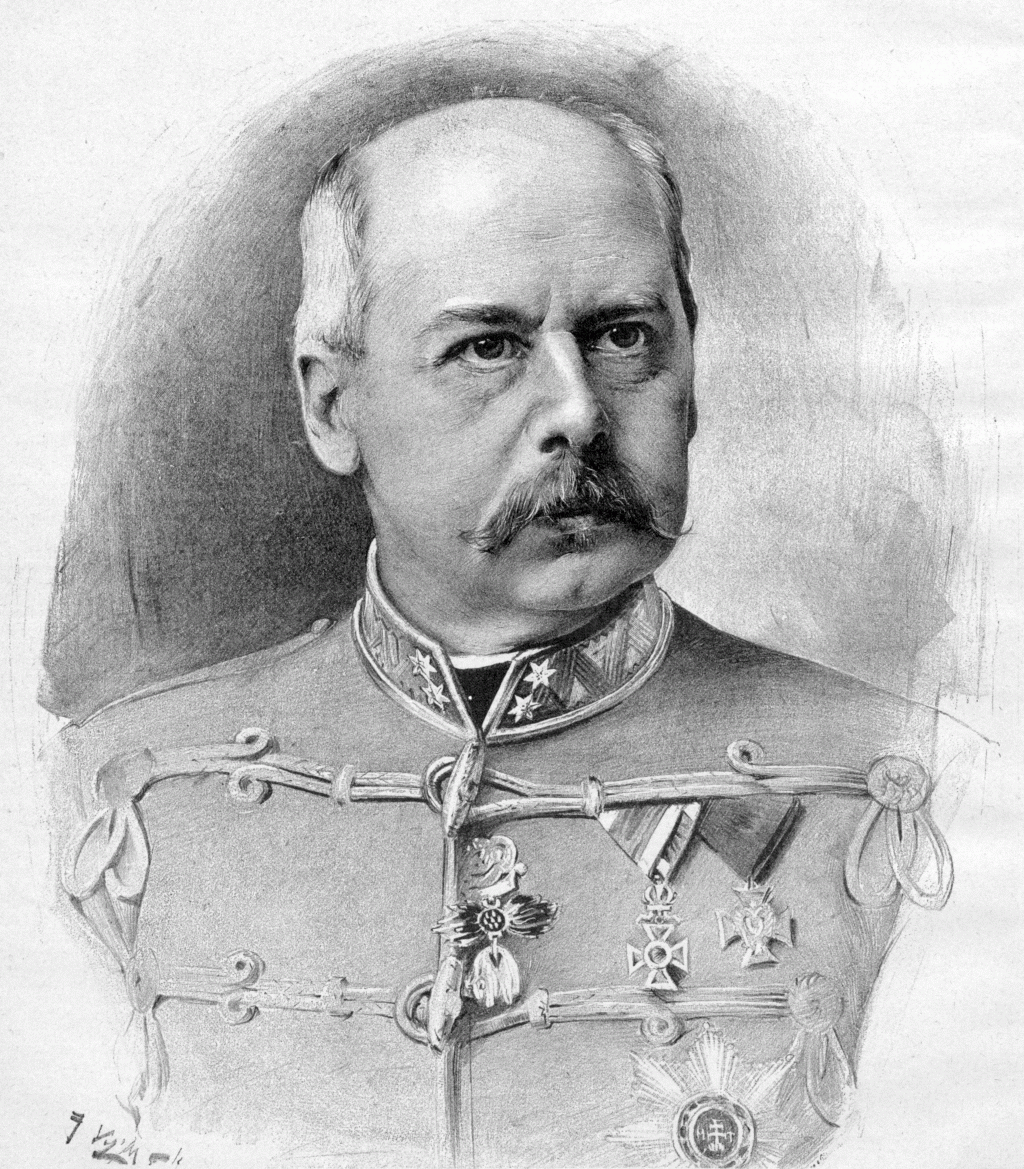
グスタフ・ジークムント・カールノキ（1898年）

グスタフ・ジークムント・カールノキ伯爵（ドイツ語: Gustav Siegmund Graf Kálnoky von Köröspatak, 1832年12月29日〜1898年2月13日）は、オーストリア（オーストリア＝ハンガリー二重帝国）の貴族（伯爵）・政治家。ハンガリー名はカールノキ・グスタヴ・ジグモンド（ハンガリー語: Kőröspataki Kálnoky Gusztáv Zsigmond）。

## 経歴
1832年、当時オーストリア支配下にあったモラヴィア地方のレトヴィッツ（Lettowitz / 現チェコのレトヴィツェ）にハンガリー系貴族の家に生まれる。主として外交関係の官職を歴任したが、特に1881年11月20日、オーストリア政府の外相（二重帝国全体の外相を兼任）に任命され、アンドラーシ外相の外交を承けて以後14年間にわたりロシアとの協調関係を重視する外交をすすめた。しかしその一方で首相エドゥアルト・ターフェとの関係は良好でなく、彼を辞任させる企てに参加したこともある。
1895年5月2日外相を辞任し、その3年後の1898年、プレードリッツ（Prödlitz / 現ブロデク・ウ・プロスチェヨヴァ）で死去。